# Abd-ar-Rahman Badawí
Abd-ar-Rahman Badawí (àrab: عبد الرحمن بدوى, ʿAbd al-Raḥmān Badawī) (Sharabas, Egipte, 17 de febrer de 1917 - el Caire, 25 de juliol de 2002) fou un existencialista, professor de filosofia, escriptor i poeta egipci. És considerat «el principal professor de l'existencialisme àrab». Va escriure més de 150 obres, incloent 75 articles d'enciclopèdia. Va escriure tant en la seva llengua materna, l'àrab, com en anglès, castellà, francès o alemany; a més llegia en grec antic, llatí i farsi.

## Trajectòria
Nascut a Sharabass en el sí d'una família benestant d'una zona rural, Badawí fou educat al Caire i posteriorment estudià filosofia a la Universitat Rei Fuad, avui coneguda com Universitat del Caire. Es doctorà el 1938 sota la supervisió del filòsof d'origen rus Alexandre Koyré, amb una tesi on abordava el problema de la mort des d'una perspectiva existencialista.
La seva família perdé les seves terres el 1954, quan caigué la monarquia arran de la revolució egípcia de 1952 i Gamal Abdel Nasser els expropià. En aquell moment, Badawi ja era un acadèmic amb reputació internacional, pel que formà part del comitè encarregat de redactar un document per a la constitució de la República d'Egipte. Aquest es basava en principis democràtics liberals i no fou mai aprovat pel règim.

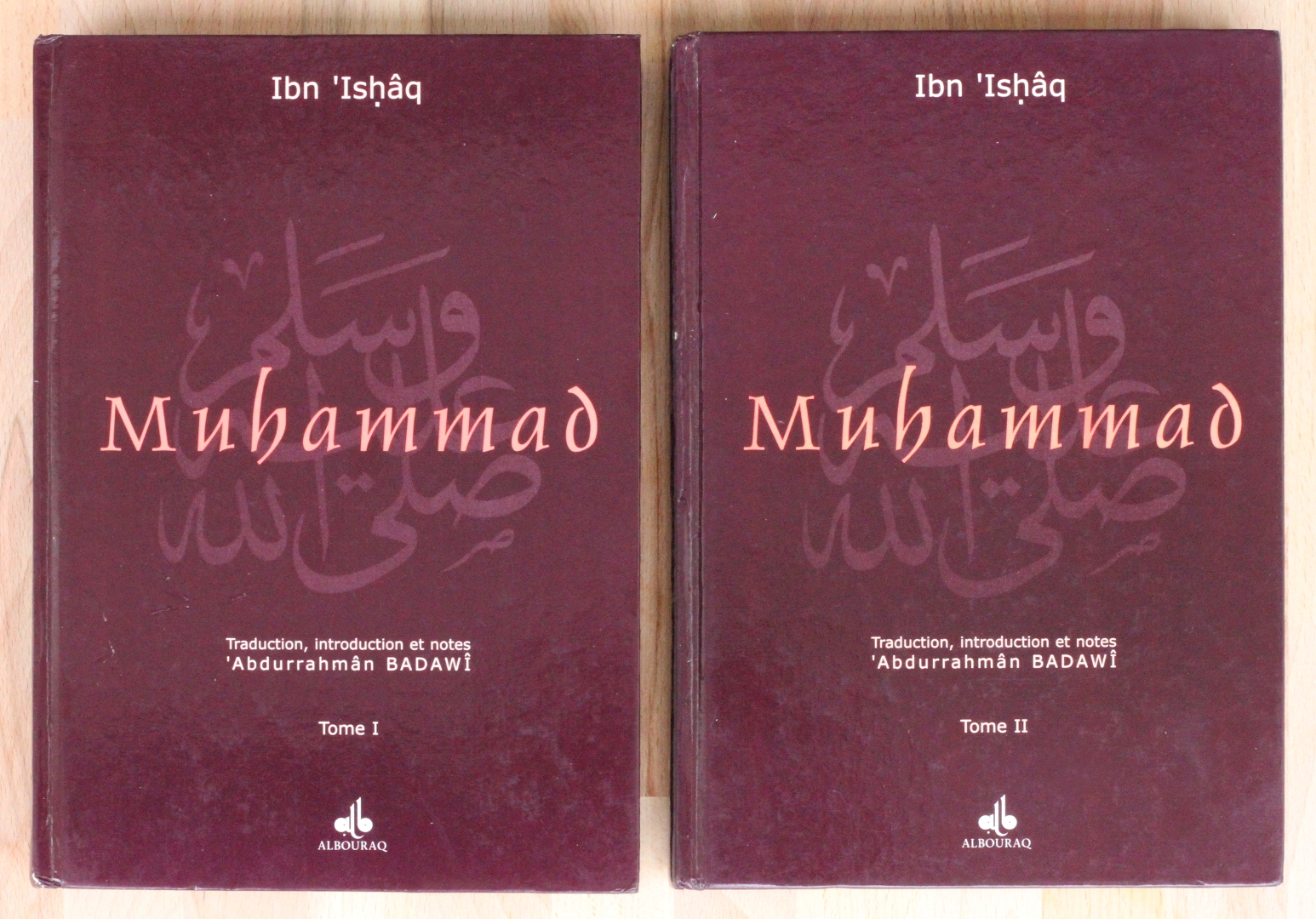
Muhammad, Traducció de l'àrab al francès i anotacions per Badawi (edició del 2001)

El 1966, Badawi abandonà el país, exiliant-se fins pràcticament el final de la seva vida. En aquest període feu classes a les universitats de Kuwait, Iran i Líbia. En aquest últim país fou empresonat durant un breu període per introduir idees democràtiques en els debats amb els seus estudiants. Finalment, fou indultat gràcies als seus antics alumnes, que demanaren un indult al president egipci Muhammad Anwar el-Sadat.
El 1975 s'instal·là a París, on visqué en un hotel la resta de la seva vida. El 1999 va rebre el premi Mubarak de lletres, si bé es negà a viatjar a Egipte per a recollir-lo.
Prolífic, amb més de 120 llibres publicats, controvertit i polèmic, Badawí és una figura cabdal del teu temps. El 1940, publicà Greek Heritage in Islamic Civilisation, assaig on parla del xoc inevitable de les civilitzacions. Segons l'autor, només es pot entendre la naturalesa de la civilització islàmica com a reacció a la civilització grega, essent aquesta última incapaç de produir una anàlisi complert de la primera. Destaca també la seva tasca dins del món de la traducció; així fou el traductor de Goethe a l'àrab.

## Obres destacades
- Introduction to Dissidents In Islam (1946)
- A History Of Atheism in Islam